# Екабсоне-Жогота, Анете
Анете Екабсоне-Жогота (латыш. Anete Jēkabsone-Žogota; родилась 12 августа 1983 года в Риге, СССР) — латвийская профессиональная баскетболистка.

## Биография

### Карьера в Латвии
Карьера Екабсоне началась в 1997 году. Выступая за рижский ТТТ, в 1999 году Анете стала чемпионкой Латвии. С 2001 по 2002 год выступала за РТУ Клондайк.

### Карьера во Франции
В 2002 году переехала во Францию и начала выступать за французские клубы. С 2002 по 2004 год Анете играла за «УСО Мондвиль». Затем она подписала контракт с клубом «Бурж» в составе которого выиграла в сезонах 2004, 2005 серебряную медаль французского чемпионата, Кубок Федерации и Кубок Франции. В начале 2006 года она была признана лучшей молодой баскетболисткой 2005 года. В следующем сезоне, в составе «Бурж» выиграла все три французских турнира: чемпионат страны, Кубок Франции и Кубок Федерации.

### Карьера в России
В 2006 году подписала контракт с московским «Динамо». В своём дебютном сезоне за динамовцев стала обладательницей Кубка Европы. В начале 2008 года названа лучшей баскетболисткой 2007 года по версии ФИБА. Кроме того, в 2007 году итальянская газета La Gazzetta dello Sport признала Анету лучшей баскетболисткой в Европе сезона 2007. В 2008 году признана лучшей спортсменкой Латвии.
В 2009 году Екабсоне подписала контракт с другим клубом из Москвы, «Спартаком» из Московской области.
В 2009 году Анете была во второй раз подряд признана лучшей спортсменкой Латвии.
В апреле 2010 года Екабсоне стала первой латвийской баскетболисткой, которой удалось одержать победу в Евролиге ФИБА.

### Карьера в США
13 февраля 2009 года Анете Екабсоне подписала контракт с клубом женской национальной баскетбольной ассоциации «Коннектикут Сан». В своем дебютном сезоне Анете 27 раз появлялась на площадке (16 игр в стартовом составе), в среднем набирая 9,4 очков за игру. В 2010 году Анете продлила контракт с «Коннектикут Сан» ещё на два сезона.
В феврале 2011 года объявила что не будет выступать в WNBA, в сезоне 2011.

### Карьера в Турции
В январе 2011 года подписала контракт с турецким «Фенербахче», в составе которого стала чемпионкой Турции и четвертьфиналисткой Евролиги.

### Возвращение в Россию
В мае 2011 года подписала контракт с УГМК из Екатеринбурга. В составе лисиц Екабсоне стала чемпионкой России и обладательницей Кубка России. В январе 2012 года получила серьезную травму (разрыв связок левого колена) и пропустила остаток сезона.

## Достижения
- 1999 — чемпионка Латвии
- 2006 — чемпионка Франции
- 2007 — обладательница Кубка Европы
- 2010 — обладательница Евролиги
- 2011 — чемпионка Турции
- 2012, 2013, 2014 — чемпионка России
- 2015, 2016 — бронзовый призёр чемпионата России
- 2013, 2014 — обладатель Кубка России
- 2013 — победитель Евролиги
- 2013 — обладатель Суперкубка Европы
- Бронзовый призёр Евролиги: 2014, 2015
- 2014 — победитель WNBA

## Личная жизнь
Анете Екабсоне — дочь бывшего латвийского баскетболиста Андриса Екабсона, серебряного призёра чемпионат мира по баскетболу 1986 года. Замужем.